# 熱博阿陶

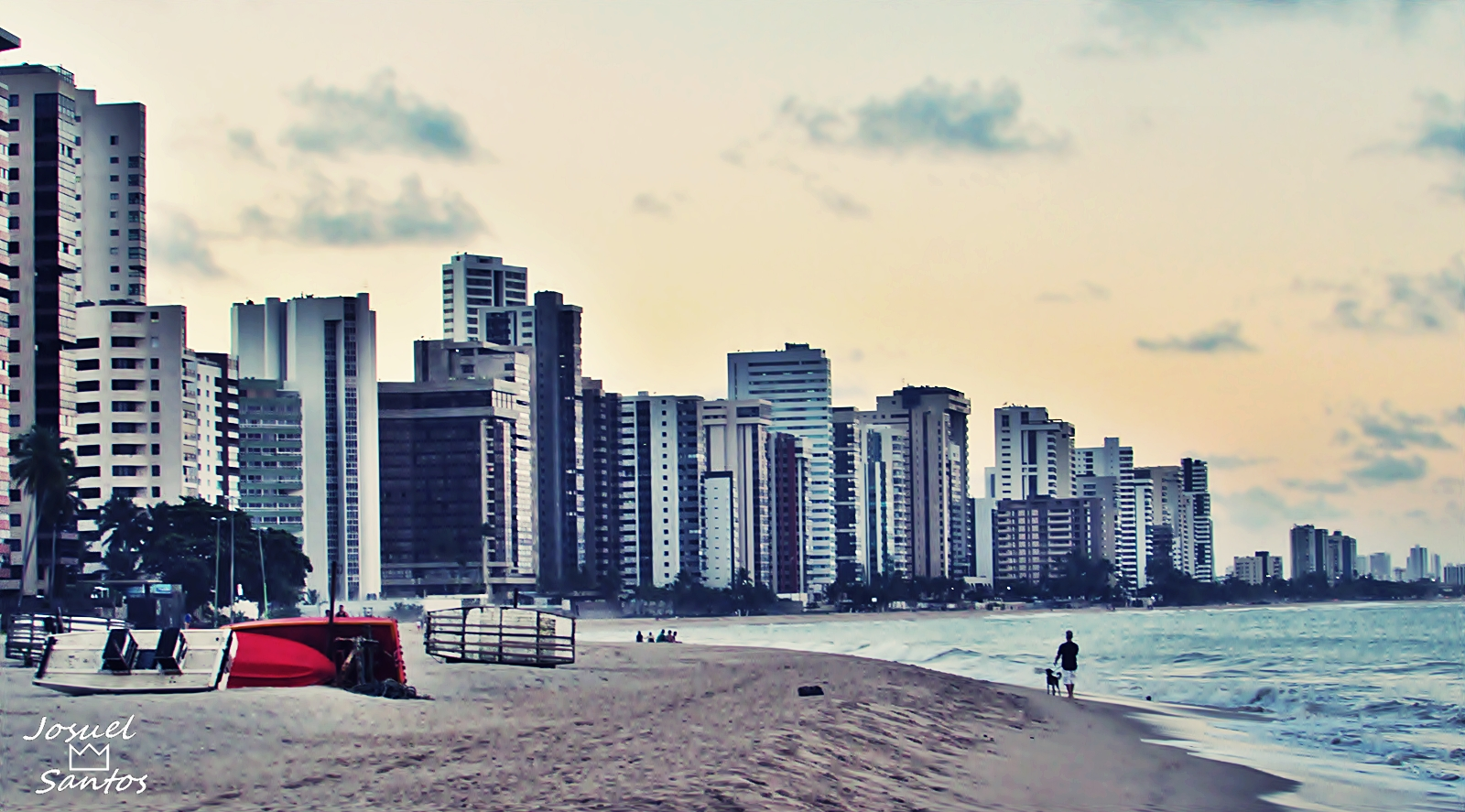
熱博阿陶

熱博阿陶（葡萄牙語：Jaboatão dos Guararapes）是巴西的城市，位於該國東部，距離首府累西腓18公里，由伯南布哥州負責管轄，始建於1593年5月4日，面積256.08平方公里，海拔高度10米，受熱帶氣候影響，2009年人口687,688。

## 外部連結
- （葡萄牙文） Official Homepage
- （英文） City Guide